# 山内豊賢
山内 豊賢（やまうち とよかた）は、江戸時代後期の大名。土佐新田藩4代藩主。3代藩主・山内豊武の長男。

## 略歴
文政8年（1825年）、父の死去により家督を継ぐ。安政3年（1856年）6月6日、隠居して家督を養嗣子の豊福に譲り、文久3年（1863年）2月25日に57歳で死去した。